# ميرون
ميرون كانت قرية فلسطينية ناحية جيرة صفد تبعد 5 كيلومتر (3.1 ميل) غرب مدينة صفد مع انحراف قليل نحو الشمال، ويمر على بعد نحو نصف كيلومتر شرقيها طريق صفد – عكا.

## التسمية
ميرون تحريف لكلمة ميروم الكنعانية بمعنى مرتفع. عرفت في العهد الروماني باسم (Meroth).

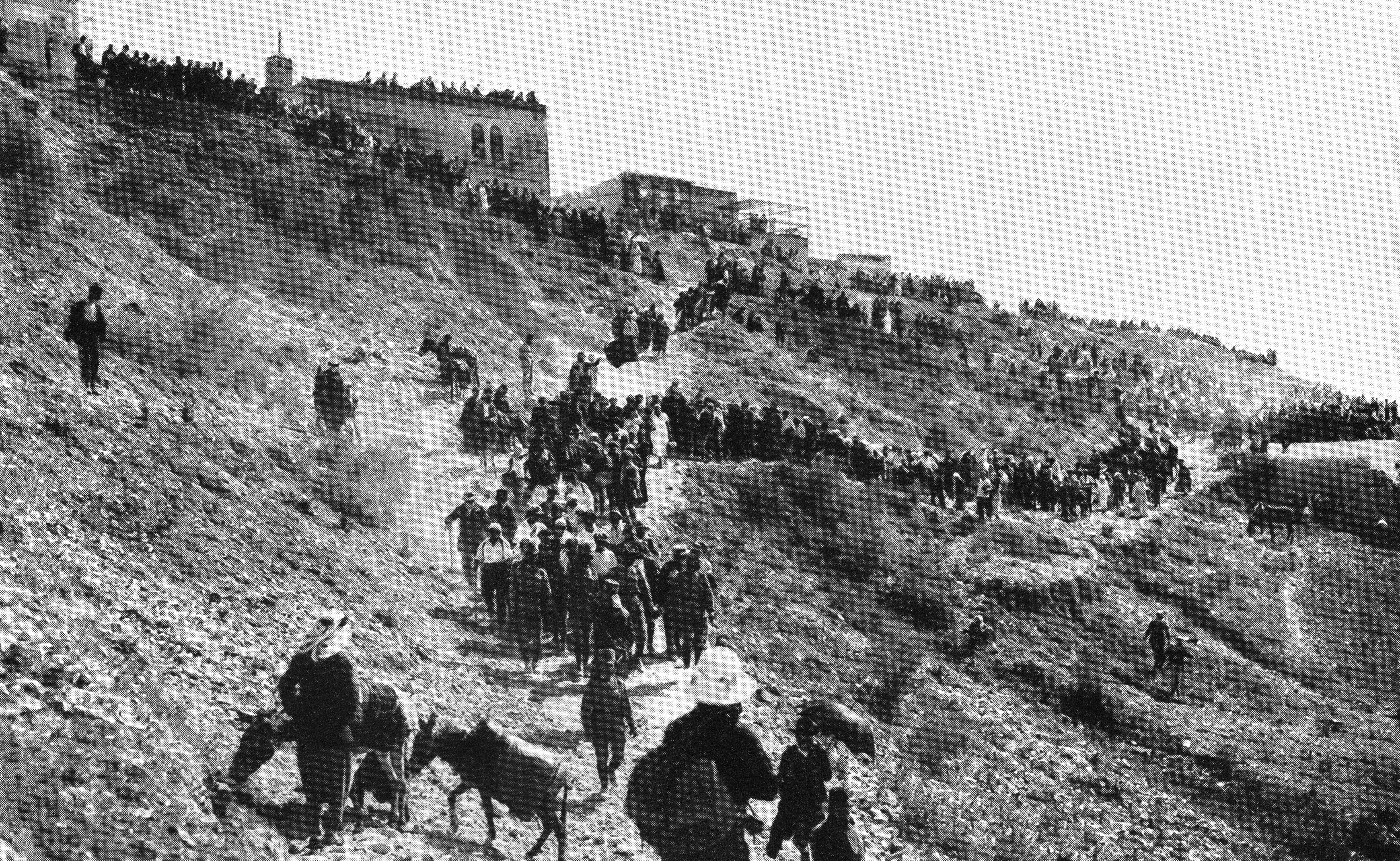
حجاج يهوديون في طريقهم إلى قرية ميرون في عام 1920.

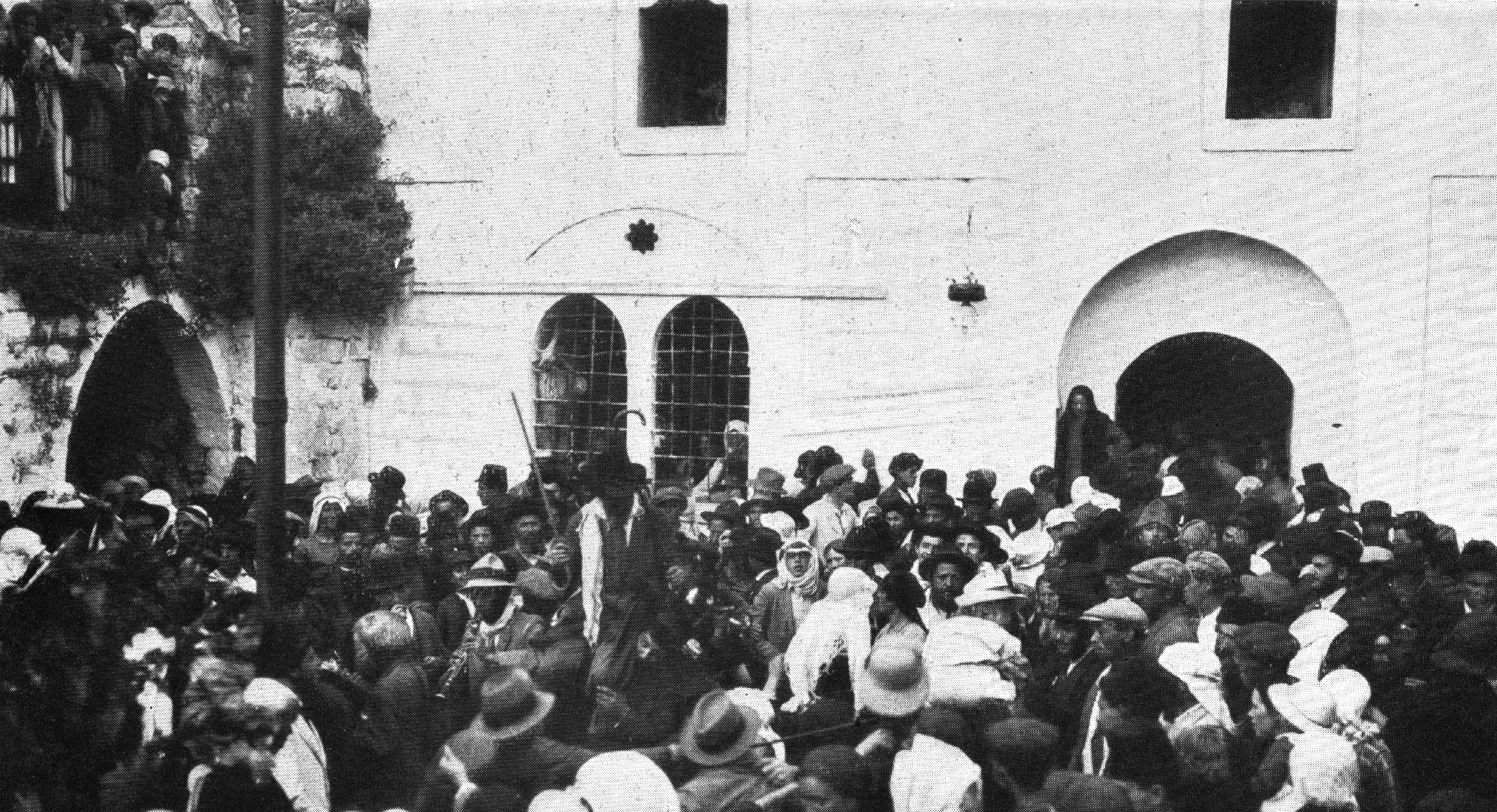
حجاج يهوديون في قرية ميرون الفلسطينية في عام 1920 م

## موقع القرية
أنشئت ميرون في جبال الجليل الأعلى فوق كتف السفح الشرقي الخفيف الانحدار لجبل الجرمق (1208م) على ارتفاع 750م. ويمر وادي ميرون بجنوبها على بعد ربع كيلومتر فيشكل الحد الجنوبي لأراضيها. ومن روافده الموجودة ضمن أراضي القرية وادي خلة حسيكة ووادي الفوار. ووادي ميرون هذا رافد لوادي الطواحين الذي يمر شرق القرية على بعد 3 كم ويشكل الحد الشرقي لأراضيها. وهو رافد لوادي العمود الذي يصب في بحيرة طبريا. وتقع عين ميرون في وادي ميرون جنوب القرية، وتقع عين التينة في جنوبها الشرقي على بعد 2.5 كم. يحيط بالقرية أراضي قرى عين الزيتون و‌قدّيتا و‌صفصاف و‌السموعي.

## الأراضي والسكّان
الامتداد العام للقرية هو من الشمال الغربي إلى الجنوب الشرقي. وقد كانت تتكون من قسمين: الأكبر ويقع في الغرب ويسكنه العرب، والأصغر ويقع جنوبي شرق الأول حول قبر لحاخام شمعون ويسكنه اليهود. وكلا القسمين من النوع المكتظ. وكان فيهما 47 مسكناً عام 1931. وفي عام 1945 بلغت مساحة القرية 31 دونماً، ومساحة أراضيها 14,114 دونما تملك الصهيونيون منها 5,839 دونماً، أي 41,4%.
كان في ميرون 154 نسمة عام 1922، وارتفع العدد عام 1931 إلى 189 نسمة، منهم 158 عربياً و31 صهيونياً (16,4%) وفِي العام 1948 336 نسمة، ومن اعلام القرية جلال كعوش الذي نسف السفارة الفرنسية ببيروت عام 1957 انتقاماً من الجرائم الفرنسية في الجزائر ويعتبر أول شهيد للمقاومة الفلسطينية فوق الأرض اللبنانية.
ضمت القرية مدرسة ابتدائية للبنين ومعصرة زيتون غير آلية. واعتمد اقتصادها على الزراعة وتربية المواشي وأهم المزروعات الحبوب والأشجار المثمرة. وكان فيها 200 دونم مزروعة زيتوناً مثمراً، في موسم 42/1943. وتركزت بساتين الأشجار المثمرة في شمال القرية وغربها وشمالي غربها.

## التهجير
طرد سكان ميرون من قريتهم على دفعتين: الأولى بعيد سقوط صفد في يد الهاغاناه بتاريخ 10 أيار\ مايو 1948، والأخرى في أواخر تشرين الأول\ أكتوبر، بعد أن احتلت القرية نفسها، وقد جُرت ميرون أيضاً إلى المعركة التي دارت في صفد ونواحيها يومذاك، ثم غارت الكتيبة الأولى من لواء يفتاح على القرية ضمن عملية يفتاح، في 28 و29 أيار\ مايو، ودمرت جسراً كان عند مشارفها. لكن القرية لم تحتل إلا في 29 تشرين الأول\ أكتوبر وكانت استُهدفت، أولا لتكون القرى المزمع احتلالها في سياق عملية حيرام ويورد المؤرخ الفلسطيني نافذ نزال أدلة غير مباشرة على أنها هوجمت من الجو، فقد قصفها ثلاث طائرات إسرائيلية لمدة قصيرة قبيل حلول ليل 28 تشرين الأول\ أكتوبر، وفق ما ذكر بعض سكان ترشيحا الَّذين قُصفت قريتهم في الوقت نفسه. غير أن (تاريخ حرب الاستقلال) يذكر أن وحدات لوائي شيفع (السابع) وكرملي واجهت صعوبات في احتلالها، من جراء مقاومة المدافعين عنها، إلى أن قرر قادة هذه الوحدات أخيراً تجاوزها والاستمرار في التقدم نحو الصفصاف وما كادت صفصاف تسقط حتى سقطت ميرون وهجّر من تبقى من السكان ودمروها عِقابًا لهم على مقاومتهم.

## ما بعد التهجير
سكن أهالي ميرون في مخيم عين الحلوة ومخيم المية مية والشتات فيما أسس يهود هاجر معظمهم من أوروبا الشرقية والبلقان موشاف “ميرون” ‏ على بعد كيلومتر شمال موقع القرية. وقد بلغ عدد سكانه 303 نسمات في عام 1965، وانخفض العدد إلى 280 نسمة في عام 1970.

## وصلات خارجية
- ميرون ترحب بكم